# Фингер, Йозеф
Йозеф Фингер (нем. Josef Finger; 1 января 1841 — 6 мая 1925) — австрийский физик и математик. Считается пионером в области механики сплошных сред.

## Биография
Родился 1 января 1841 года в Пльзене в семье пекаря. После окончания средней школы в Пльзене, поступил в Карлов университет в Праге. В 1865 году из-за финансовых проблем был вынужден пойти работать в школу преподавателем математики и физики.
С 1888 по 1890 год являлся деканом в школе химии, а с 1890 по 1891 год был ректором Высшей технической школы Вены. В 1916 году Фингер был удостоен звания почётного доктора технических наук.
Умер 6 мая 1925 года в Санкт-Георгене.